# Chrystodulos (patriarcha Aleksandrii)
Chrystodulos – chalcedoński patriarcha Aleksandrii w latach 907–932.